# Historia Forlag
Historia Forlag er et dansk bogforlag oprettet i 2012. Forlaget, der har hjemsted i Odense, udgiver hvert år ca. 50 titler. Medlem af Forlæggerforeningen. Udgiver bl.a. forfattere som Charlotte Berwald, Vibeke Marx, Majbritte Ulrikkeholm og Sven Arvid Birkeland. Forlaget fungerer ligeledes som et medudgiverforlag, hvor forfatterne selv helt- eller delvist finansierer deres udgivelser. Forlaget har to imprints, Historia og Forlaget Lauritz. Blev i 2023 til Historia Group ApS og er en del af Hoi Publishing Danmark.